# Nicolas Jaar
Nicolas Jaar (Nova York, 10 de janeiro de 1990) é um músico e compositor chileno-americano de música eletrônica. Entre seus trabalhos mais conhecidos estão os álbuns Space Is Only Noise (2011), Sirens (2016), Cenizas (2020) e Piedras 1 & 2 (2024). Ele ainda lançou três álbuns como integrante da banda Darkside (Psychic, 2013, Spiral, 2021 e Nothing, 2025) e mais dois álbuns sob o pseudônimo Against All Logic.
Depois de encerrar sua gravador Clown & Sunset em 2013, Jaar fundou a Other People e, desde então, lançou muitas gravações experimentais por meio desse selo, incluindo música de Lydia Lunch, Pierre Bastien, John Wall e Lucrecia Dalt. Bem como, produziu remixes para vários artistas famosos, como Brian Eno, Grizzly Bear, Ellen Allien, Matthew Dear, Architecture In Helsinki, Cat Power, Chet Faker, Shlohmo, Florence And The Machine, entre outros.
Jaar também compôs algumas trilhas sonoras de filmes: Dheepan (2015), dirigido por Jacques Audiard, que ganhou a Palma de Ouro no Festival de Cinema de Cannes; Ema (2019), de Pablo Larrain, pelo qual Jaar ganhou o prêmio de "Melhor Trilha Sonora" no Festival Internacional de Cinema de Miami; e o drama franco-georgiano Beginning (2019), de Déa Kulumbegashvili.

Em 2024, Jaar fez sua estreia na literatura com o livro Isole, publicado pela editora independente italiana Timeo. Por ocasião do lançamento do livro, o artista disse em uma entrevista:
"Eu havia me mudado para Turim por causa do rio Pó; aquele rio realmente me impressionou na primeira vez que o vi. E então, naqueles dias, fui até perto do Pó para escrever. O fato de este livro — antes de tudo — ter sido publicado na Itália e em italiano, acredito que se deve em parte à magia daquele rio."
O livro também foi traduzido para o português e publicado no Brasil com o título de Ilhas pela editora Ayiné. 

## Biografia
Nicolas Jaar nasceu em Nova York, filho de pais chilenos: Evelyne Meynard, arquiteta, design, escritora e curadora, e Alfredo Jaar, fotógrafo, artista, cineasta e arquiteto. Sua mãe é de ascendência francesa, enquanto seu pai tem ascendência holandesa e palestina; o sobrenome Jaar é originário da cidade palestina de Belém. Após a separação dos pais, Jaar mudou-se com a mãe para a cidade de Santiago aos três anos de idade, onde viveu até retornar a cidade de Nova York aos nove anos, quando seus pais se reconciliaram. Jaar frequentou a escola Lycée Français de New York.
Em 2008, Jaar matriculou-se na Universidade Brown e formou-se em literatura comparada pela mesma universidade em 2012.

## Carreira
Numa viagem escolar através do deserto de Sonora, no México, Jaar teve a oportunidade de conhecer Alma Keita e Nikita Quasim. Os três amantes de música, começaram pequenas permutações de batidas e projetos musicais por via online iniciando composições de música electrónica em 2004. Em 2009, Jaar funda Clown & Sunset como forma de legitimar a sua música.
Com um estilo musical contemplativo e emocional (o qual é por ele chamado de "blue-wave"), teve influência do produtor de música eletrónica Ricardo Villalobos assim como do estilo minimal-techno. A maioria das suas composições habitam as 100 BPM ou menos, seja pois inferior aos padrões de techno que rondam as 120 e 130 BPM. Em janeiro de 2011 Jaar lança o álbum de estreia Space Is Only Noise, o qual recebeu uma pontuação de 8,4 pela Pitchfork assim como quatro estrelas pela The Guardian. Jaar complementa a sua própria banda enquanto guitarrista, baterista e saxofonista.
A 18 de maio de 2012 Nicolas Jaar participou no programa Essential Mix da rádio britânica BBC Radio 1.

## Discografia
- Space Is Only Noise (2011)
- Pomegranates (2015)
- Nymphs (2016)
- Sirens (2016)
- Cenizas (2020)
- Telas (2020)
- Intiha (com Ali Sethi) (2023)
- Piedras 1 & 2 (2024)

### Against All Logic
- 2012–2017 (2018)
- 2017–2019 (2020)

### Darkside
- Psychic (2013)
- Spiral (2021)
- Nothing (2025)

## Livros
- Isole, publicado pela editora independente italiana Timeo, 2024 (no Brasil, Ilhas, Editora Âyiné, 2025)
- Archivos de Radio Piedras, transcrição completa da obra radiofônica publicado pela espaço cultural mexicano Casa Tomada, 2025